# Vaino Väljas
Vaino Väljas (ur. 28 marca 1931 w Külaküla na wyspie Hiuma, zm. 16 stycznia 2024) – radziecki i estoński polityk, dyplomata, I sekretarz Komunistycznej Partii Estonii w latach 1988–1990.

## Życiorys
W 1955 ukończył studia na Uniwersytecie w Tartu, w 1973 uzyskał stopień kandydata nauk historycznych.
W czasie studiów wstąpił do partii komunistycznej i rozpoczął działalność jako aktywista Komsomołu, w którym pełnił funkcje kierownicze: był kolejno szefem organizacji uczelnianej na Uniwersytecie w Tartu, od 1952 I sekretarzem Komitetu Obwodowego, a od 1953 I sekretarzem Komitetu Miejskiego w Tartu, zaś w latach 1955–1961 I sekretarzem Komitetu Centralnego Komsomołu Estońskiej SRR.
Od 1956 był członkiem Komitetu Centralnego oraz zastępcą członka Biura Politycznego KC Komunistycznej Partii Estonii. W 1961 objął stanowisko I sekretarza Komitetu Miejskiego w Tallinnie oraz wszedł w skład Biura Politycznego. W latach 1963–1967 był przewodniczącym Rady Najwyższej Estońskiej SRR. Od 1971 pełnił funkcję sekretarza Komitetu Centralnego KPE.
W 1980 rozpoczął pracę w radzieckiej dyplomacji – został mianowany radzieckim ambasadorem w Wenezueli oraz na Trynidadzie i Tobago, a sześć lat później w Nikaragui. 16 czerwca 1988 objął urząd I sekretarza Komunistycznej Partii Estonii. Uchodził za osobę o liberalnych poglądach, sprzyjającą narodowym aspiracjom Estończyków, w przeciwieństwie do swego poprzednika Karla Vaino.
W 1990 stanął na czele niezależnej Komunistycznej Partii Estonii, a po odzyskaniu niepodległości w 1991 był liderem Demokratycznej Estońskiej Partii Robotniczej (est. Eesti Vasakpartei), powstałej z przekształcenia KPE. W 1995 wycofał się z polityki.